# 佛岐山
佛岐山（불기산）是一座位于韓國京畿道加平郡的山峰，主峰標高海拔1610公尺。